# ミヤコーバス白石営業所
ミヤコーバス白石営業所（ミヤコーバスしろいしえいぎょうしょ）は、宮城県白石市にあるミヤコーバスの営業所。統合前は宮交仙南バスの営業所であった。

## 沿革
- 1918年（大正7年）12月 - 白石自動車設立。（白石地区におけるバス事業の起こり）
- 1919年（大正8年） - 沼崎自転車店自動車部、乗合自動車開始。
- 1925年（大正14年）8月20日 - 白石自動車、沼崎自転車店自動車部が合併、刈田自動車設立。
- 1937年（昭和12年） - 福岡村営自動車を買収。
- 1943年（昭和18年）4月1日 - 仙南温泉自動車と合併、仙南交通自動車設立。
- 1959年（昭和34年）7月1日 - 秋保電気鉄道と合併し仙南交通設立により、仙南交通白石営業所となる。
- 1970年（昭和45年）10月1日 - 仙南交通、宮城バス、宮城中央バスが合併し、宮城交通設立により、宮城交通白石営業所となる。
- 1984年（昭和59年）3月1日 - 七ヶ宿線、関 - 二井宿廃止、七ヶ宿町町営バスに移管。
- 1998年（平成10年）10月1日 - 地域子会社として宮交仙南バスを設立、角田出張所を本社とする。
- 1999年（平成11年）4月1日 - JRバス東北角田線廃止に伴い、代替運行開始。
- 2002年（平成14年）4月1日 - 角田市民バス受託運行開始。
- 2004年（平成16年） - 完全地域子会社制の実施により、宮城交通から宮交仙南バスへの移管実施。宮城交通白石営業所は宮交仙南バス白石営業所となる。
- 2005年（平成17年）3月31日 - 三本木線、大張線、鎌先線、越河線、白角線（白石 - 柳沢）廃止。
- 2005年（平成17年）4月1日 - 白石市民バス受託運行開始。
- 2005年（平成17年）12月1日 - 特急バス仙台・蔵王町線（村田経由）の運行開始。
- 2006年（平成18年）11月5日 - 蔵王エコーライン線季節運行化、えぼしスキー場線廃止。
- 2007年（平成19年）1月1日 - 各地域子会社の統合に伴い、ミヤコーバス白石営業所となる。
  - 4月1日 - 表蔵王案内所および角田駐在廃止、角田市民バス受託終了。
- 2008年（平成20年）10月16日 - 村田駐在所を宮城交通仙台営業所より移管。
- 2010年（平成22年）9月30日 - この日の運行をもって七ヶ宿線を廃止[1]。
- 2011年（平成23年）3月20日 - 震災対応のため臨時バス白石線（JR長町駅東口 - 城下広場）を4月7日まで運行。

## 事業所
- 白石営業所
  - 宮城県白石市福岡蔵本下舘77
- 村田駐在所
  - 宮城県柴田郡村田町村田二月田10-5

### 廃止事業所
- 角田営業所
  - 旧宮交仙南バス本社
  - 宮城県角田市角田野田前31

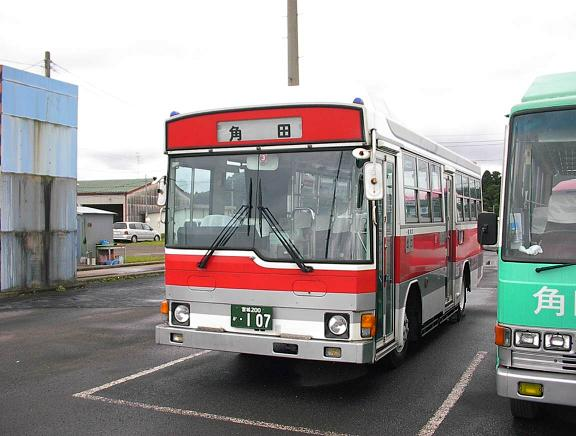
角田営業所に配置されたJRバス東北からの移籍車（現在は廃車）（2003年9月）

  - 角田駐在←宮交仙南バス本社←宮城交通角田出張所
  - 分社当時は本社営業所であったが、所管路線が全て移管されたので事務所は閉鎖され、スクールバスの休憩場所および廃車置場となっている。
- 表蔵王案内所（遠刈田温泉）
  - 宮城県刈田郡蔵王町遠刈田温泉仲町9
  - 現在は更地化され、売却済み
- 小原温泉駅
  - 宮城県白石市小原湯元
  - 窓口が封鎖されて待合室として使われている。
- 鎌先温泉駅
  - 白石市福岡蔵本鎌先1番
  - 待合室として使われている。図書コーナーあり。
- 白石駅前案内所
  - 白石市沢目58-1
- 角田定期券販売所
  - 角田市角田27-229-2
  - 旧宮交トラベル角田旅行センター。

## 一般バス路線
村田駐在所所管路線は当該記事参照のこと。

### 大河原遠刈田線
- 大河原駅前 - 宮大橋 - 宮小学校前
- 大河原駅前 - 宮 - 蔵王町役場前 - 遠刈田温泉湯の町 - ロイヤルホテル前
  - 旧仙台南線。

### 白石遠刈田線

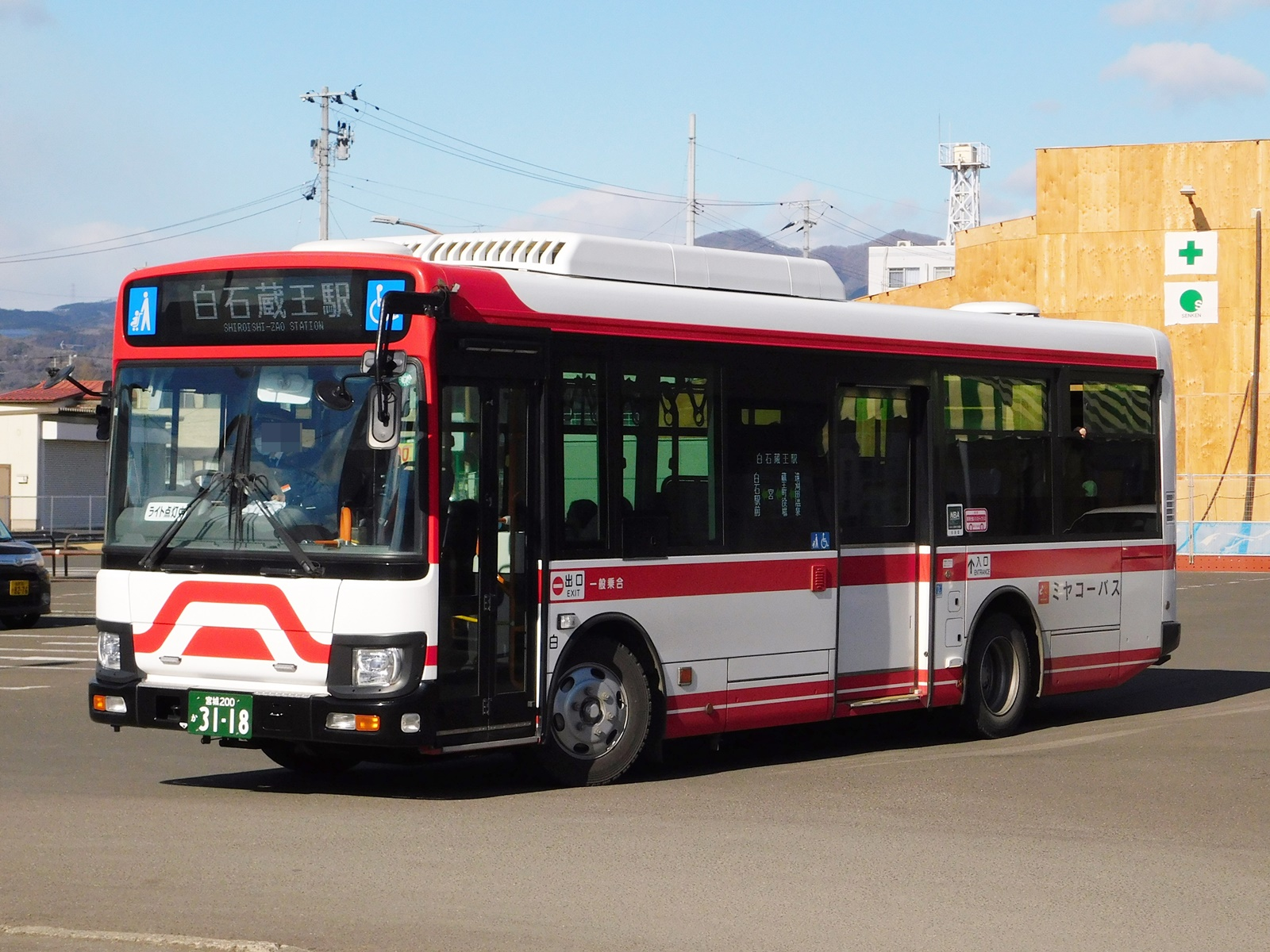
白石遠刈田線（2025年1月25日、白石駅前にて）

- 白石蔵王駅 - 田町 / 白石高校前 - 白石駅前 - 宮小学校前 - 蔵王町役場前 - 遠刈田温泉湯の町 - ロイヤルホテル前
  - 旧青根線。地域間幹線系統として、国・宮城県の補助を受ける[2][3]。
  - 2021年（令和3年）4月5日より、一部便が白石高校前経由となる。また、全便が松ヶ丘地区に乗り入れ[4]。

### 蔵王エコーライン線
- 白石蔵王駅 - 白石駅前 - 遠刈田温泉湯の町 - ロイヤルホテル前 - 刈田峠 - 蔵王刈田山頂
  - 4月27日 - 7月19日、8月26日 - 10月9日…土日・祝日のみ運行
  - 7月20日 - 8月25日、10月10日 - 11月3日…毎日運行
  - 2020年（令和2年）度については、新型コロナウイルスの影響により、4月25日以降（蔵王エコーライン開通後も）運休していた[5]が、同年7月18日より減便ダイヤでの運行を再開した[6]。

## 運行受託路線
- 白石市民バス「きゃっするくん」

詳細は白石市民バスを参照のこと

## 廃止路線
- 高倉線（JRバス東北代替）
  - 角田ターミナル[7] - 高倉 - 小原田
- 枝野線（JRバス東北代替）

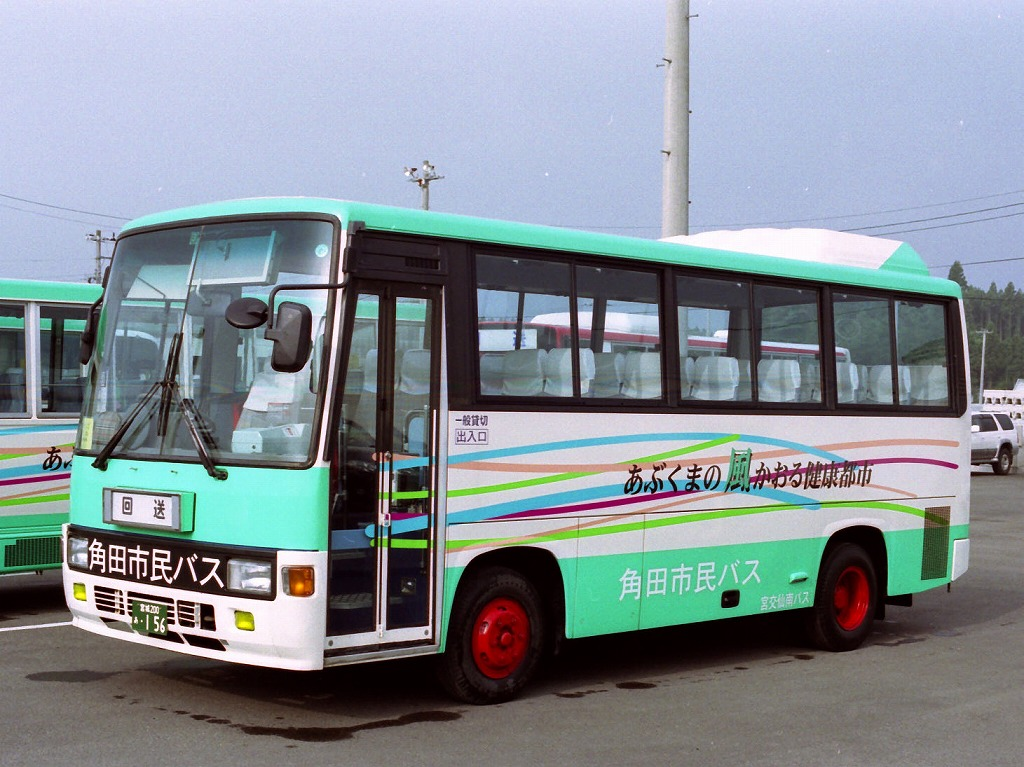
角田市民バス専用塗色車（現在は廃車）（2001年7月）

  - 総合保健福祉センター - 角田ターミナル - 三月殿 - 河原
- 東根線
  - 角田ターミナル - 瀬の木橋
- 北郷線
  - 角田ターミナル - 熊野神社前
- 笠島線
  - 角田ターミナル - 小塚
- 西根大河原線
  - 角田ターミナル - 高倉 - 大河原駅前
- 青根線
  - （白石蔵王駅前 - 白石駅前 -）遠刈田温泉 - 青根温泉
- えぼしスキー場線
  - （白石蔵王駅前 - 白石駅前 -）遠刈田温泉 - えぼしスキー場
- 角田大河原線
  - 角田ターミナル - 江尻 - 大河原駅前
- 大内線（JRバス東北代替）
  - 角田ターミナル - 丸森駅 - 大内
  - 現在は丸森町住民バス（山正タクシー委託路線）に移管。
- 肱曲線
  - 丸森駅 - キャンプ場入口 - 筆甫 - 川平
  - 現在は丸森町住民バス（越後自動車委託路線）に移管。
- ウィークエンドバスるんるん号
  - 丸森駅 - キャンプ場入口
  - 現在は丸森町住民バス（山正タクシー委託路線）に移管。
- 七ヶ宿線 
  - 白石蔵王駅 - 白石駅前 - 小原温泉 - 関開発センター
  - 2010年9月30日の運行をもって廃止。現在は白石市民バスおよび七ヶ宿町町営バスに移管。
- 三本木線、大張線、鎌先線、越河線、白角線は白石市民バスに移管。